# The Beths
The Beths — новозеландская инди-поп-группа, которая образовалась в Окленде, Новая Зеландия.

## История
Первоначально Стоукс и Пирс встретились в старшей школе, также произошла встреча с Синклером и Лукетина-Джонстоном, в то время как все четверо посещали занятия в университете Окленда, изучая джаз. До группы The Beths Лукетина-Джонстон исполнял свинг под прозвищем «Sal Valentine». Стоукс, Пирс и Синклер были частью его бэк-группы «The Babyshakes», они были задействованы на разных должностях
Группа «The Beths» была сформирована в начале 2015 года и выпустила свой первый сингл «Idea / Intent» («Идея / Намерение») через SoundCloud в июле того же года. В марте 2016 года группа самостоятельно выпустила свой дебютный EP (мини-альбом) Warm Blood («Теплая кровь»). Мини-альбом породил сингл «Whatever» («Что бы ни было»), который был выпущен вместе с музыкальным клипом в мае 2016 года.
Новый сингл «Great No One» был выпущен в октябре 2017 года. Эта была первая песня с дебютного альбома группы, Future Me Hates Me.
Перед выпуском альбома в 2018 году группы объявили о подписании контракта с компанией Carpark Records в США (которые также переиздали "Warm Blood "на международном уровне) и Dew Process в Австралии. Альбом был выпущен во всем мире 10 августа 2018 года, после чего последовал международный тур в поддержку релиза.
Заглавный трек был номинирован в качестве одного из пяти финалистов премии Silver Scroll в Новой Зеландии в 2018 году.
В 2018 году Лукетина-Джонстон навсегда покинул группу, чтобы сосредоточиться на проекте «Sal Valentine».
В ноябре 2018 года группа объявила о предстоящем выпуске нового семидюймового альбома Have Yourself Merry Little Christmas («Желаю тебе веселого Рождества!»). На виниле присутствует кавер группы на традиционный заглавный трек, а также демо-версия их песни «Happy Unhappy» («Счастливый Несчастный»). «Happy Unhappy» была названа журналом Rolling Stone 2018 года песней лета.
В начале 2019 года группа отправилась в тур по Великобритании и Европе в поддержку группы Death Cab for Cutie.
Их второй студийный альбом Jump Rope Gazers был выпущен в июле 2020 года.
Группа известна использованием вокальной гармонии — задействованы голоса всех трех участников.
Группа «The Beths» получила финансовую поддержку от NZ on Air и NZ Music Commission (Новозеландская Музыкальная Комиссия). В сентябре 2015 года группа получила деньги на создание сингла и видеоклипа на песню «Whatever» от NZ on Air. В мае 2016 года NZ on Air профинансировала видеоролик «Lying in the sun». В рамках программы Outward Sound Музыкальная комиссия NZ on Air профинансировала три тура в рамках своих грантов на развитие международного музыкального рынка.

## Участники группы
Нынешние члены
- Элизабет Стоукс — ведущий вокал, гитара (с 2015 года по настоящее время)
- Джонатан Пирс — гитара, вокал (с 2015 года по настоящее время)
- Бенджамин Синклер — бас, вокал (2015—2018, 2018 — настоящее время)
- Tристан Дек — ударные, вокал, перкуссия (с 2019 года по настоящее время; гастроли с 2018 по 2019 годы)

Бывшие члены
- Иван Лукетина-Джонстон — ударные, вокал, перкуссия (2015—2018)

Бывшие участники гастролей
- Кэти Эверингем — ударные, вокал (2018)
- Крис Пирс — бас, вокал (2018)
- Адам Тобек — ударные, вокал (2018)

## Дискография

### Альбомы
| Название           | Подробности |
| ------------------ | --- |
| Future Me Hates Me | Выпущен: 10 августа 2018 Лейбл: Carpark Форматы: CD, цифровая загрузка, потоковая передача                          |
| Jump Rope Gazers   | - Дата выхода: 10 июля 2020 года - Лейбл: Carpark. Rough Trade - Форматы: CD, цифровая загрузка, потоковая передача |

### Мини-альбомы
| Название   | Подробности                                                                                         |
| ---------- | --------------------------------------------------------------------------------------------------- |
| Warm Blood | - Дата выхода: 11 марта 2016 года - Лейбл: Carpark - Форматы: цифровая загрузка, потоковая передача |

### Синглы
| Название                                 | Год  | Альбом             |
| ---------------------------------------- | ---- | ------------------ |
| «Idea / هIntent»                         | 2015 | Warm Blood         |
| «Whatever»                               | 2016 | Warm Blood         |
| «Lying in the Sun»                       | 2016 | Warm Blood         |
| «Great No One»                           | 2017 | Future Me Hates Me |
| «Future Me Hates Me»                     | 2018 | Future Me Hates Me |
| «Happy Unhappy»                          | 2018 | Future Me Hates Me |
| «You Wouldn’t Like Me»                   | 2018 | Future Me Hates Me |
| «Little Death»                           | 2018 | Future Me Hates Me |
| «Have Yourself a Merry Little Christmas» | 2018 | Non-album single   |
| «Dying to Believe»                       | 2020 | Jump Rope Gazers   |
| «I’m Not Getting Excited»                | 2020 | Jump Rope Gazers   |
| «Out of Sight»                           | 2020 | Jump Rope Gazers   |

### Гостевые выступления
| заглавие                      | Год  | Альбом                                                     |
| ----------------------------- | ---- | ---------------------------------------------------------- |
| «Mississippi Moonshine Girls» | 2016 | Waiting for Your Love: трибьют группы The Reduction Agents |

### Видеоклипы
| Название                                 | Год  | Режиссер                       |
| ---------------------------------------- | ---- | ------------------------------ |
| «Whatever»                               | 2016 | Алекс Хойлз                    |
| «Lying in the Sun»                       | 2016 | Дахну Грэм                     |
| «Future Me Hates Me»                     | 2018 | Кристофер Стрэттон             |
| «Happy Unhappy» (видео со словами)       | 2018 | None                           |
| «You Wouldn’t Like Me»                   | 2018 | Эзра Саймонс                   |
| «Little Death»                           | 2018 | Норвуд Чик                     |
| «Dying to Believe»                       | 2018 | The Bub Club и Хэмиш Паркинсон |
| «Have Yourself a Merry Little Christmas» | 2020 | Каллум Девлин                  |
| «I’m Not Getting Excited»                | 2020 | Каллум Девлин                  |
| «Out of Sight»                           | 2020 | Эзра Саймонс                   |